# Phaonia ganshuensis
Phaonia ganshuensis este o specie de muște din genul Phaonia, familia Muscidae, descrisă de Ma și Wu în anul 1992.
Este endemică în Gansu. Conform Catalogue of Life specia Phaonia ganshuensis nu are subspecii cunoscute.